# Argyranthemum pinnatifidum
Argyranthemum pinnatifidum là một loài thực vật có hoa trong họ Cúc. Loài này được (L.f.) Lowe mô tả khoa học đầu tiên năm 1868.